# Moláoi
Moláoi är en kommunhuvudort i Grekland.   Den ligger i prefekturen Lakonien och regionen Peloponnesos, i den södra delen av landet, 150 km sydväst om huvudstaden Aten. Moláoi ligger 208 meter över havet och antalet invånare är 3 018.
Terrängen runt Moláoi är huvudsakligen kuperad, men söderut är den platt. Runt Moláoi är det ganska glesbefolkat, med 23 invånare per kvadratkilometer. Moláoi är det största samhället i trakten. 